# コロナウイルス科
コロナウイルス科（コロナウイルスか、Coronaviridae）とは、ウイルスの分類においてエンベロープを持つ一本鎖プラス鎖RNAウイルスの科の一つ。2019年のICTVの分類では、ニドウイルス目コルニドウイルス亜目（Cornidovirineae）に属する。
「コロナウイルス（Coronavirus）」とは、コロナウイルス科（Coronaviridae）とオルトコロナウイルス亜科（Orthocoronavirinae）の通称で、Coronavirinaeという表記もある
コロナウイルス科のウイルスゲノムの長さは約26 – 32キロベースで、RNAウイルスとしては最大級である。プラナリアで発見された41キロ塩基のニドウイルスに次いで2番目となる。

## 分類

コロナウイルスのビリオン

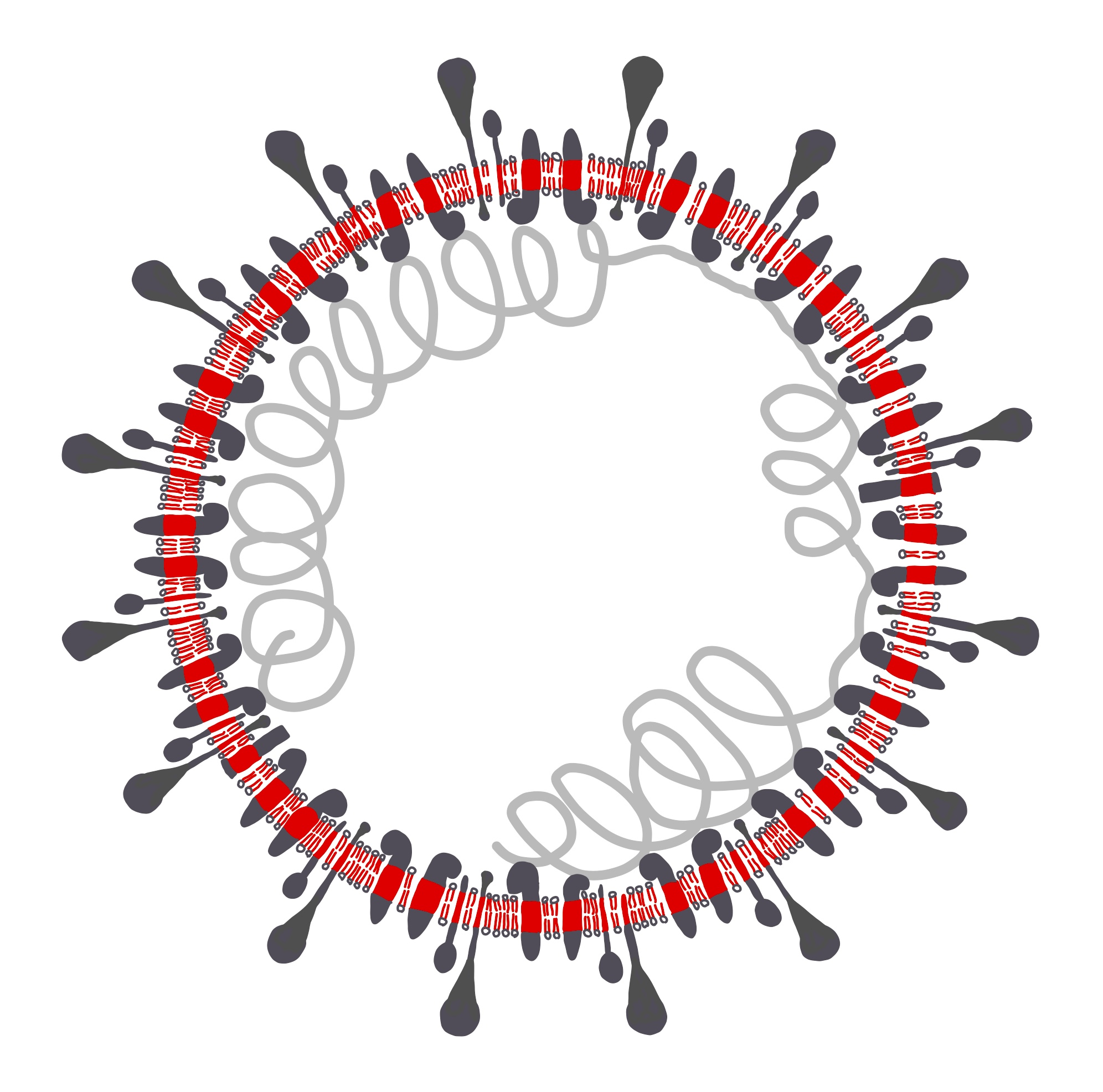
別図

2018年のICTVの分類では、コロナウイルス科は、2亜科、5属、23亜属、約40種で構成されていた。
2019年のICTVの分類では、2亜科、5属、26亜属、46種となった。

### レトウイルス亜科
- Letovirinae（レトウイルス亜科）[1]
  - Alphaletovirus（アルファレトウイルス属）
    - Milecovirus（マイルコウイルス亜属）
      - Microhyla letovirus 1（マイクロハイラレトウイルス1）

### オルトコロナウイルス亜科
- Orthocoronavirinae（オルトコロナウイルス亜科）

#### アルファコロナウイルス属
- Alphacoronavirus（アルファコロナウイルス属）[1]
  - Colacovirus（コラコウイルス亜属）
    - Bat coronavirus CDPHE15

  - Decacovirus（デカコウイルス亜属）
    - Bat coronavirus HKU10
    - Rhinolophus ferrumequinum alphacoronavirus HuB-2013

  - Duvinacovirus（ドゥヴィナコウイルス亜属）
    - Human coronavirus 229E（ヒトコロナウイルス229E）

  - Luchacovirus（ルチャコウイルス亜属）
    - Lucheng Rn rat coronavirus

  - Minacovirus（ミナコウイルス亜属）
    - Mink coronavirus 1

  - Minunacovirus（ミヌナコウイルス亜属）
    - Miniopterus bat coronavirus 1（ミニオプテルスコウモリコロナウイルス1）
    - Miniopterus bat coronavirus HKU8（ミニオプテルスコウモリコロナウイルスHKU8）

  - Myotacovirus（マイオタコウイルス亜属）
    - Myotis ricketti alphacoronavirus Sax-2011

  - Nyctacovirus（ニクタコウイルス亜属）
    - Nyctalus velutinus alphacoronavirus SC-2013
    - Pipistrellus kuhlii coronavirus 3398

  - Pedacovirus（ペダコウイルス亜属）
    - Porcine epidemic diarrhea virus（豚流行性下痢ウイルス）
    - Scotophilus bat coronavirus 512

  - Rhinacovirus（ライナコウイルス亜属）
    - Rhinolophus bat coronavirus HKU2

  - Setracovirus（セトラコウイルス亜属）
    - Human coronavirus NL63（ヒトコロナウイルスNL63）
    - NL63-related bat coronavirus strain BtKYNL63-9b

  - Soracovirus（ソラコウイルス亜属）
    - Sorex araneus coronavirus T14

  - Sunacovirus（スナコウイルス亜属）
    - Suncus murinus coronavirus X74

  - Tegacovirus（テガコウイルス亜属）
    - Alphacoronavirus 1（アルファコロナウイルス1）

#### ベータコロナウイルス属
- Betacoronavirus（ベータコロナウイルス属）[1]

##### エンベコウイルス亜属
- Embecovirus（エンベコウイルス亜属）[1]
  - Betacoronavirus 1（ベータコロナウイルス1）
    - Human coronavirus OC43（ヒトコロナウイルスOC43）[7]（亜種Subspecies）

  - China Rattus coronavirus HKU24
  - Human coronavirus HKU1（ヒトコロナウイルスHKU1）
  - Murine coronavirus（ネズミ亜科コロナウイルス）
  - Myodes coronavirus 2JL14

##### ヒベコウイルス亜属
- Hibecovirus（ヒベコウイルス亜属）[1]
  - Bat Hp-betacoronavirus Zhejiang2013

##### メルベコウイルス亜属
- Merbecovirus（メルベコウイルス亜属）[1]
  - Hedgehog coronavirus 1
  - Middle East respiratory syndrome-related coronavirus（MERS-CoV, MERSコロナウイルス）
  - Pipistrellus bat coronavirus HKU5（アブラコウモリコロナウイルス HKU5）
  - Tylonycteris bat coronavirus HKU4（タケコウモリコロナウイルスHKU4）

##### ノベコウイルス亜属
- Nobecovirus（ノベコウイルス亜属）[1]
  - Eidolon bat coronavirus C704
  - Rousettus bat coronavirus GCCDC1（ルーセットコウモリコロナウイルスGCCDC1）
  - Rousettus bat coronavirus HKU9（ルーセットコウモリコロナウイルスHKU9）

##### サルベコウイルス亜属
- Sarbecovirus（サルベコウイルス亜属）[1]
  - Severe acute respiratory syndrome-related coronavirus（SARSr-CoV, SARS関連コロナウイルス）
    - Severe acute respiratory syndrome coronavirus（SARS-CoV, SARSコロナウイルス）
    - Severe acute respiratory syndrome coronavirus 2（SARS-CoV-2, 新型コロナウイルス (2019年-)）

#### デルタコロナウイルス属
- Deltacoronavirus（デルタコロナウイルス属）[1]
  - Andecovirus（アンデコウイルス亜属）
    - Wigeon coronavirus HKU20（ヒドリガモコロナウイルスHKU20）

  - Buldecovirus（ブルデコウイルス亜属）
    - Bulbul coronavirus HKU11（ヒヨドリコロナウイルスHKU11）
    - Common moorhen coronavirus HKU21（バンコロナウイルスHKU21）
    - Coronavirus HKU15（コロナウイルスHKU15）
    - Munia coronavirus HKU13（ムニアコロナウイルスHKU13）
    - White-eye coronavirus HKU16（メジロコロナウイルスHKU16）

  - Herdecovirus（ヘルデコウイルス亜属）
    - Night heron coronavirus HKU19（ゴイサギコロナウイルスHKU19）

#### ガンマコロナウイルス属
- Gammacoronavirus（ガンマコロナウイルス属）[1]
  - Brangacovirus（ブランガコウイルス亜属）
    - Goose coronavirus CB17（ガチョウコロナウイルスCB17）

  - Cegacovirus（セガコウイルス亜属）
    - Beluga whale coronavirus SW1（シロイルカコロナウイルスSW1）

  - Igacovirus（イガコウイルス亜属）
    - Avian coronavirus（トリコロナウイルス）
    - Avian coronavirus 9203（トリコロナウイルス9203）
    - Duck coronavirus 2714（アヒルコロナウイルス2714）

#### 未分類
- 未分類（Unclassified Coronaviridae）以下のものがあるがこれら以外にも多数ある[8]。
  - Asian leopard cat coronavirus Guangxi/F230/2006
  - Bat coroanvirus HpBtCoV/3740-1
  - Bat coroanvirus MfulBtCoV/3709
  - Chinese bamboo rat coronavirus Guangxi/B305/2005
  - Coronavirus Hare_CoV/La06_377/Lep_gra/ESP/2006